# 捷威科技
捷威科技（Gateway, Inc.）是宏碁的子公司，其前身則是美國的科技公司，從事電腦業務，成立於1985年9月5日。

## 歷史
- 1985年9月5日，成立Gateway 2000。
- 1998年10月31日，更名Gateway。
- 2004年3月11日，收購eMachines。
- 2006年9月，eMachines收購Packard Bell。
- 2007年10月16日，宏碁收購Gateway及子公司eMachines，但不包括Packard Bell。
- 2008年1月，宏碁收購Packard Bell。

## 外部連結
- （英文）Gateway全球 （页面存档备份，存于）
- （美式英语）Gateway美國 （页面存档备份，存于）
- （简体中文）Gateway中國 （页面存档备份，存于）
- （繁體中文）Gateway台灣 （页面存档备份，存于）
- （繁體中文）Gateway香港 （页面存档备份，存于）